# Thimphou (district)
Thimphou est le nom du district dont la ville principale est la capitale Thimphou. Le palais de Dechencholing est le palais de la famille royale.

Le dzongkhag de Thimphu est divisé en 10 gewog:
- Bapbi
- Chang
- Dagala
- Genyekha
- Kawang
- Lingzhi
- Mewang
- Naro
- Soe
- Toepisa

Thimphou (District)
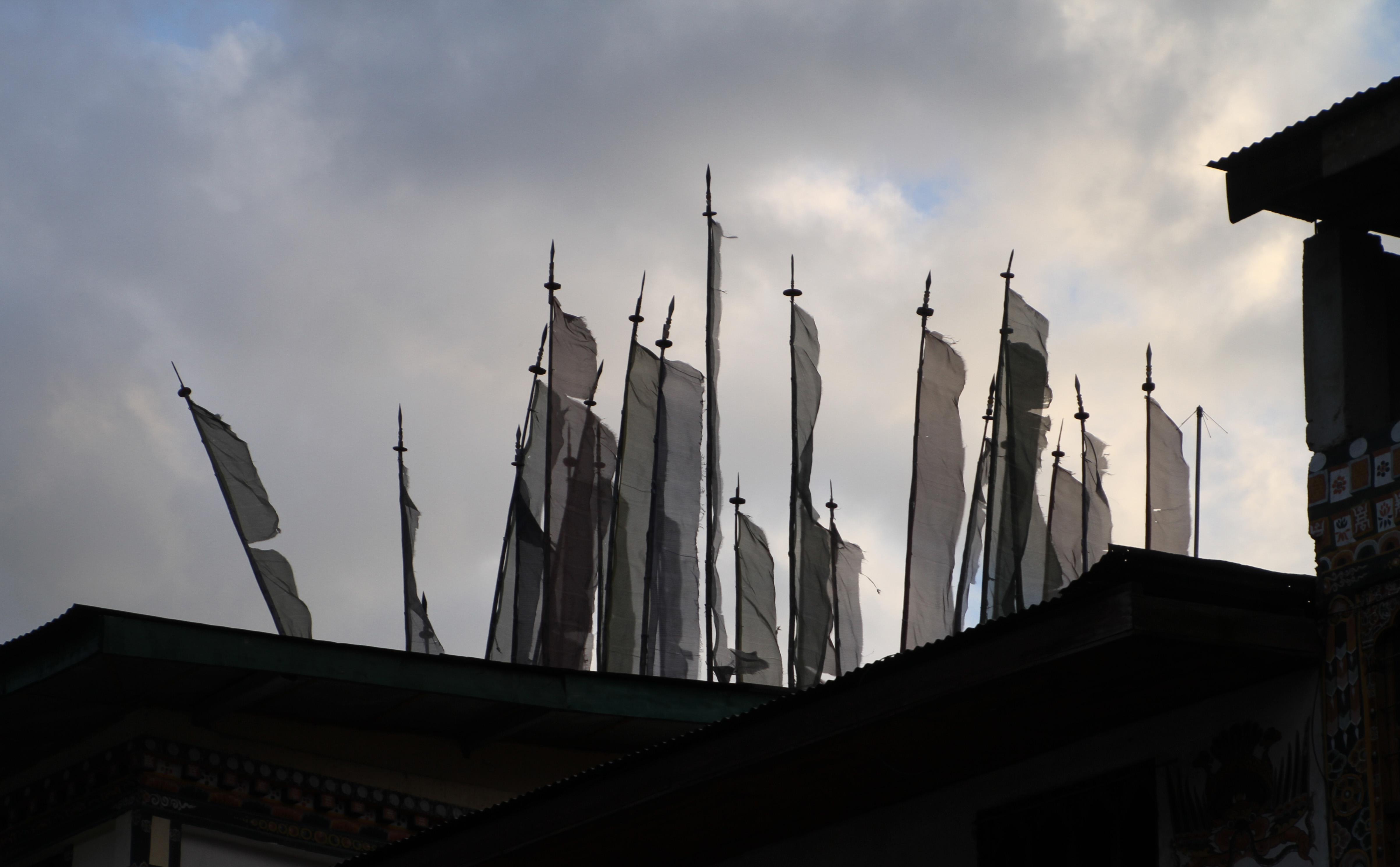
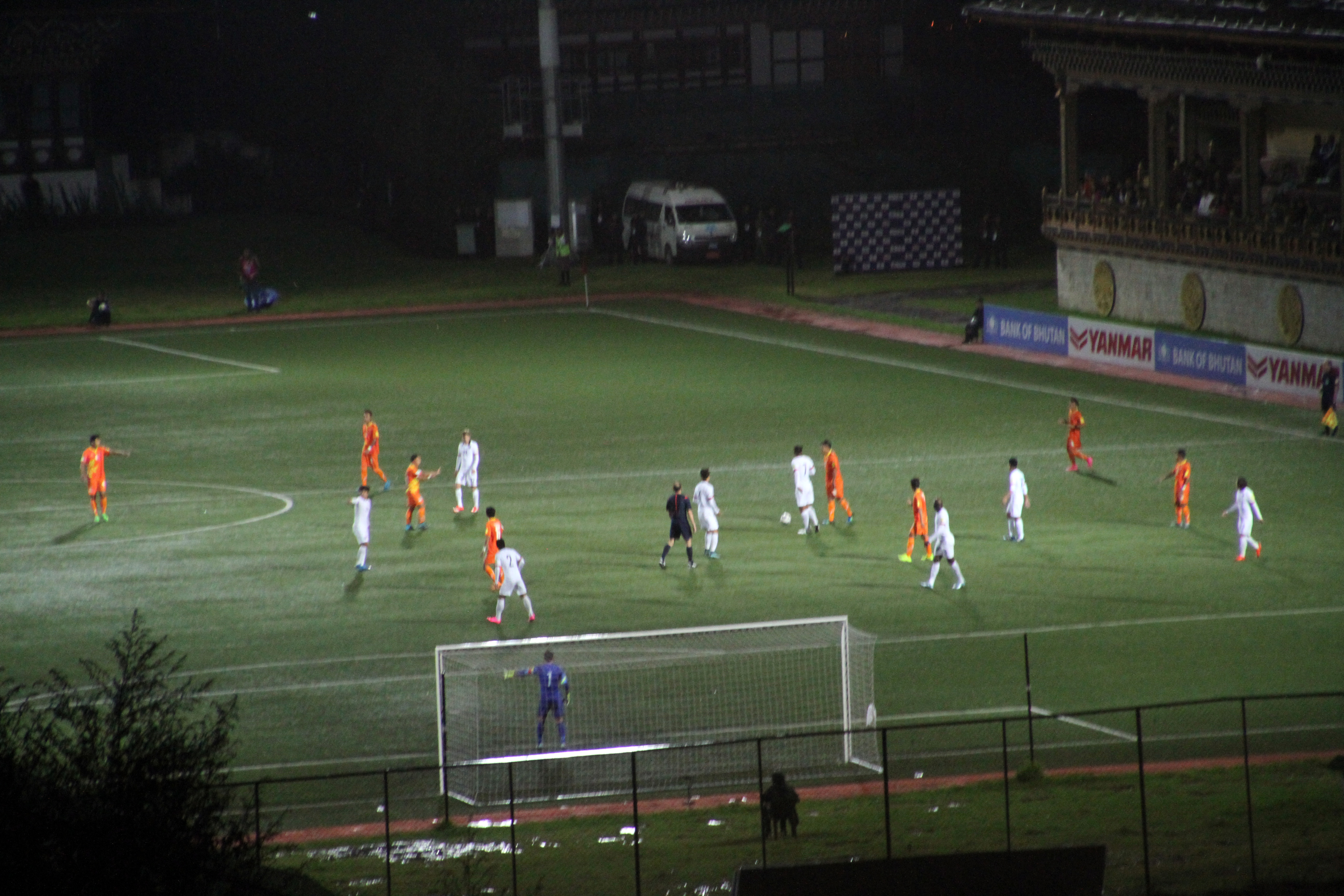
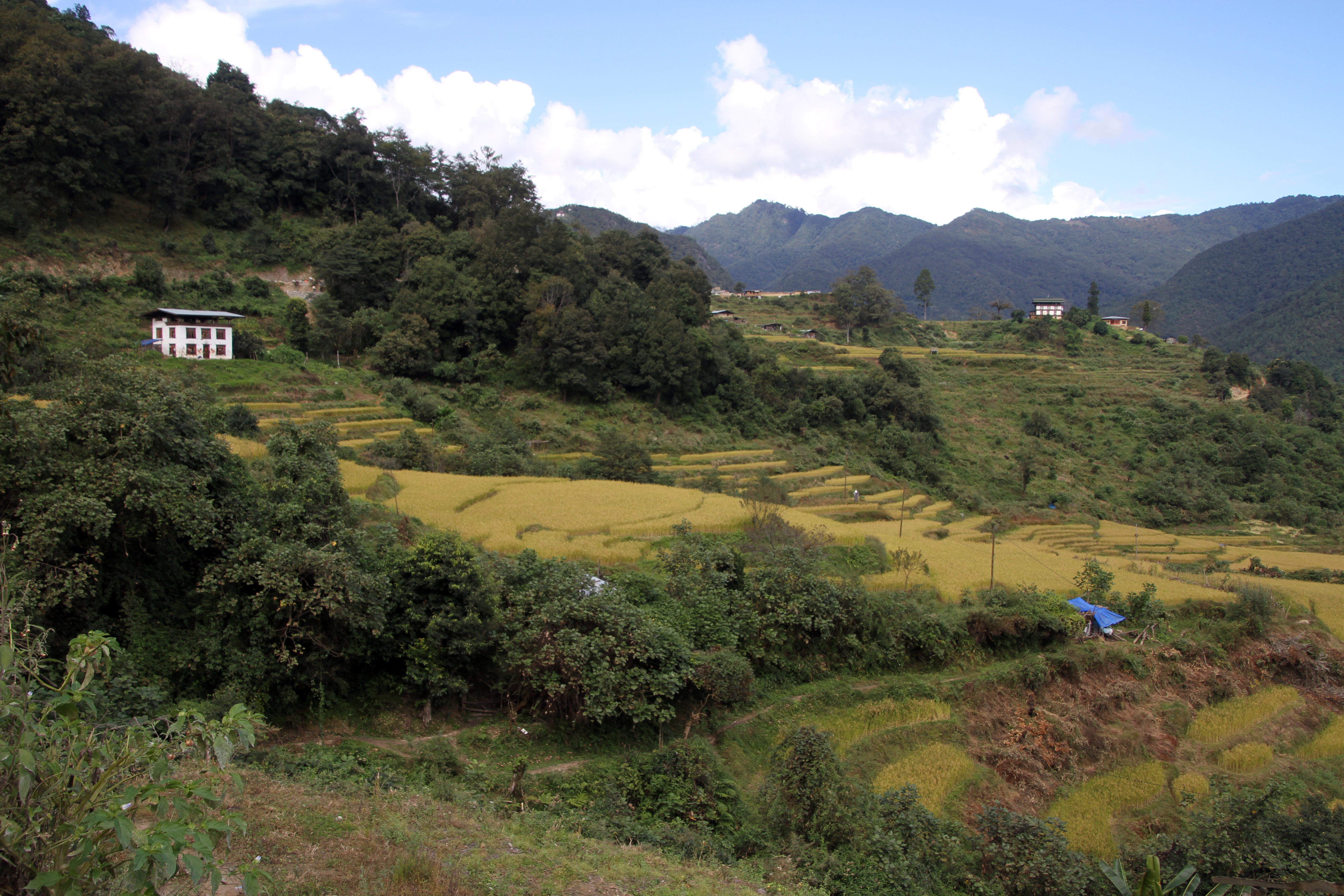
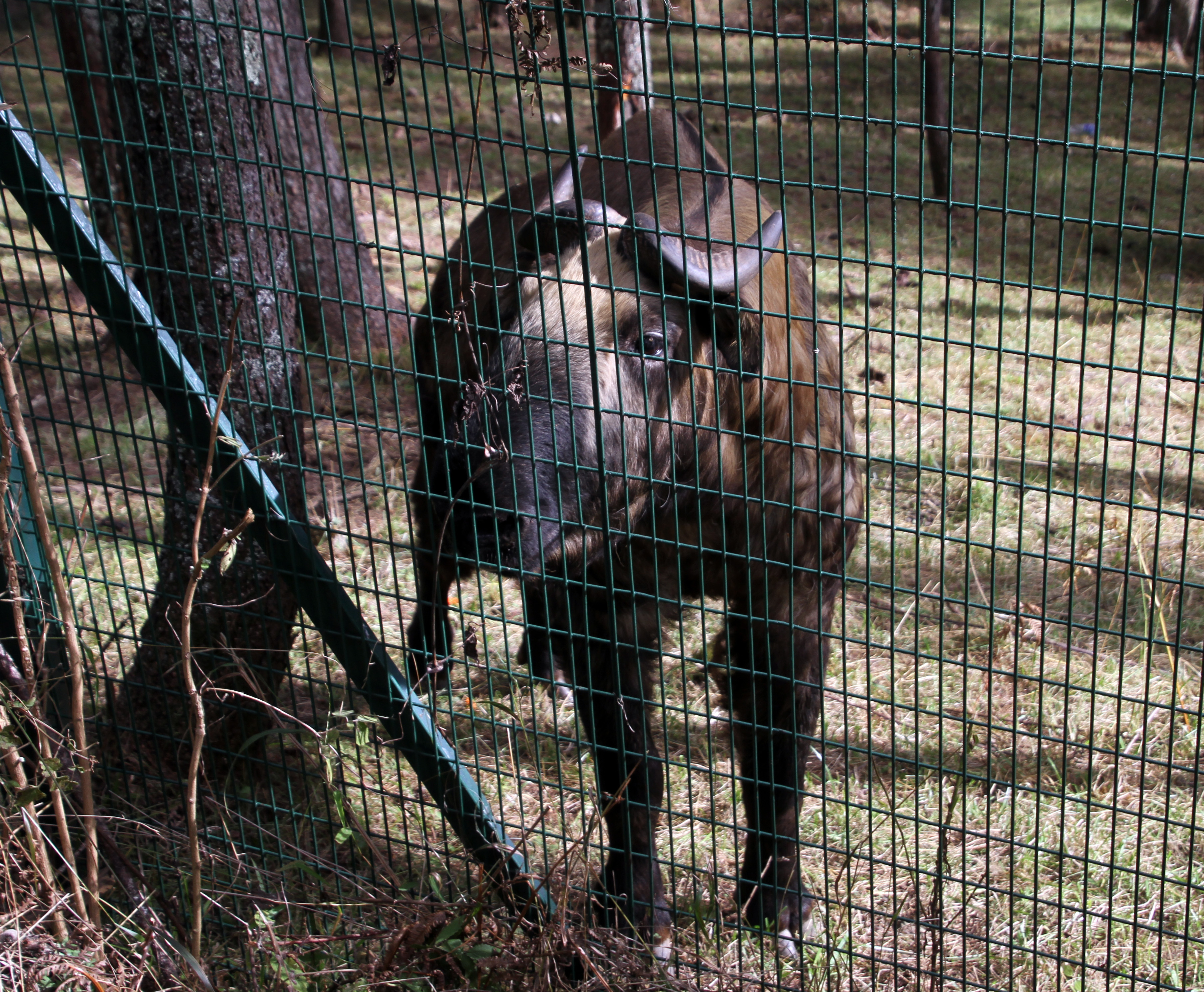
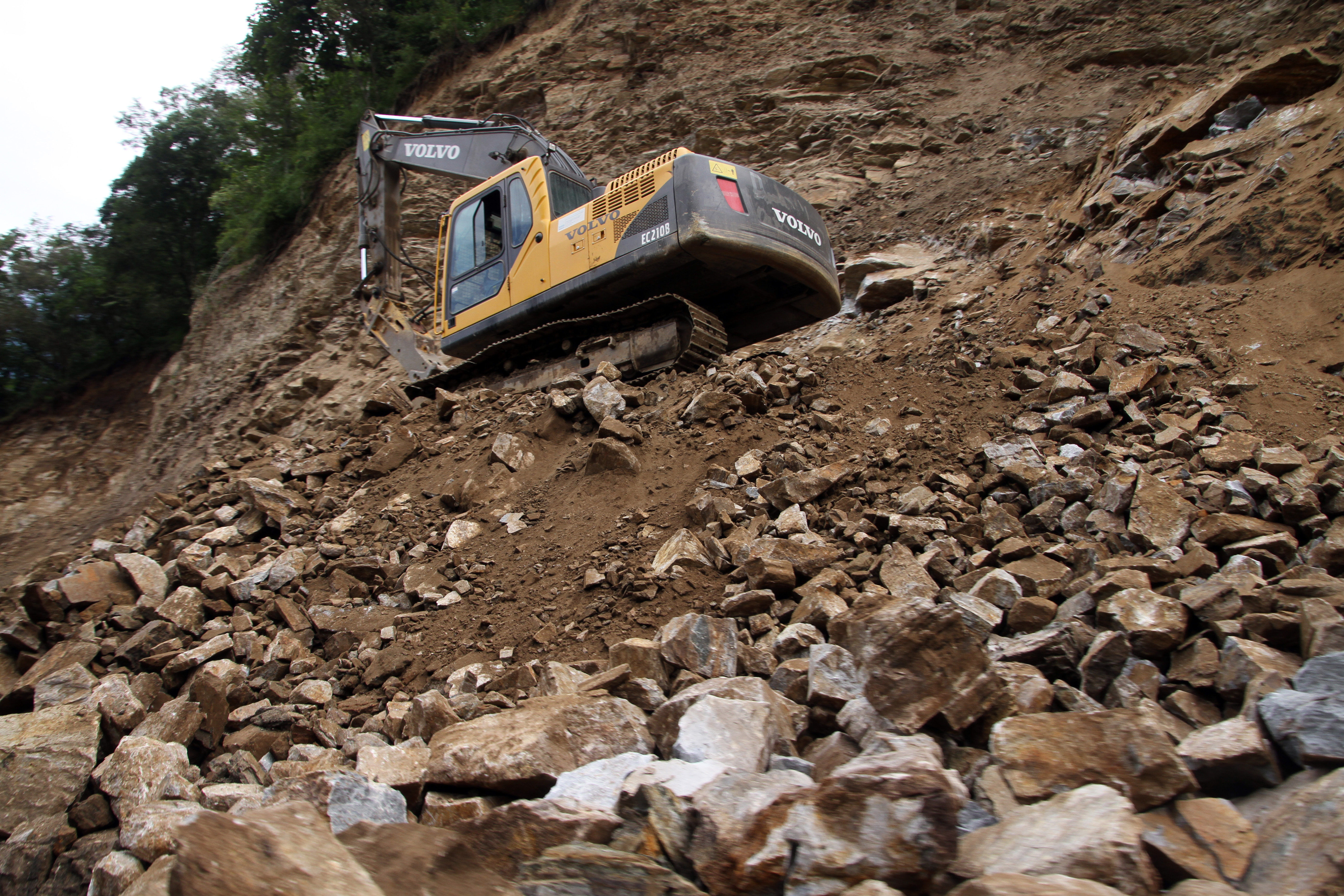
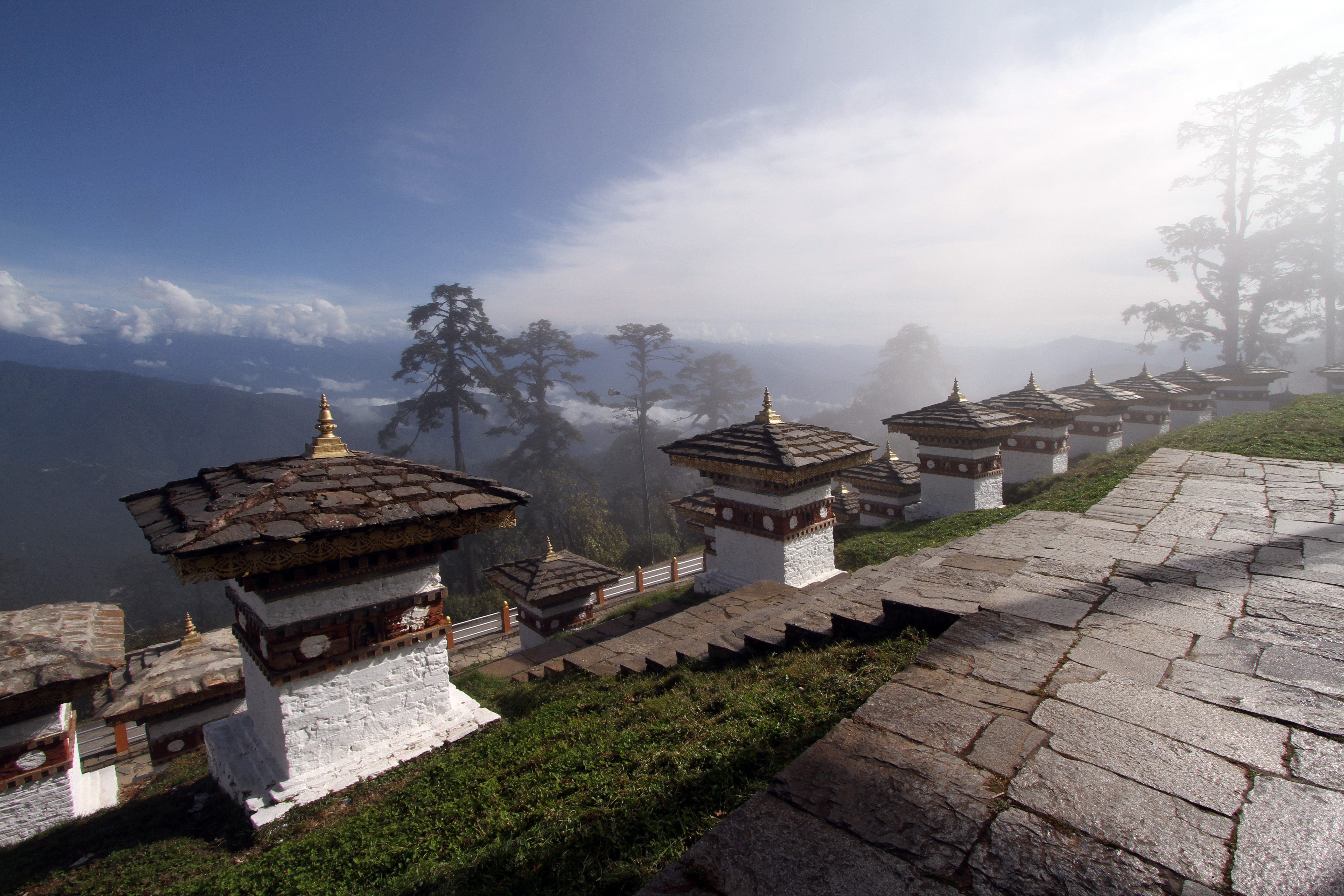
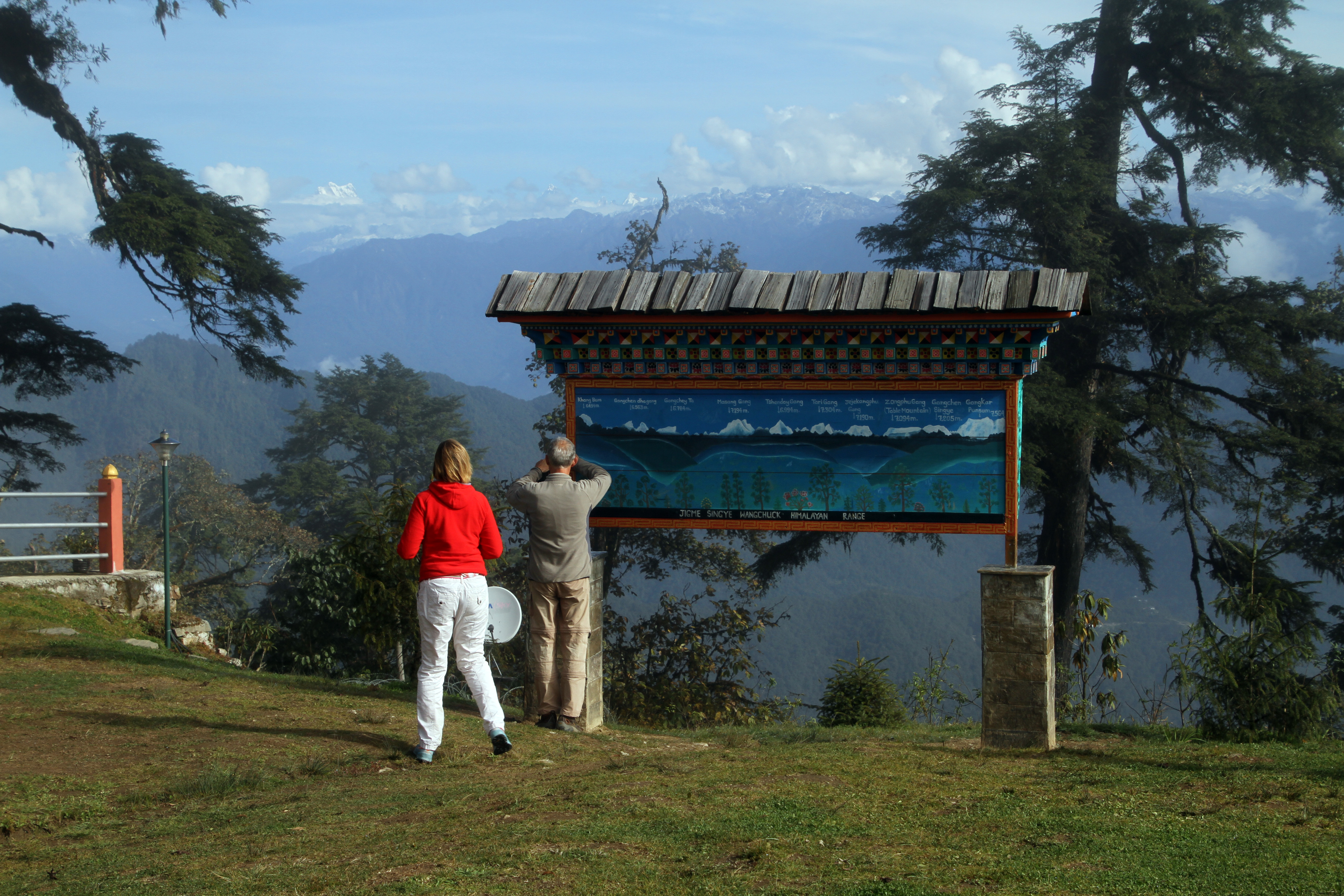

## Représentation à l'Assemblée nationale
Le district comporte deux circonscriptions législatives. Les députés actuels sont Tshering et Tshewang Rinzin, tous deux issus du PDP.
| Code   | Nom                                                   | Electeurs enregistrés |
| ------ | ----------------------------------------------------- | --------------------- |
| NA1401 | North Thimphu Thromde Kawang Lingzhi Naro Soe         | 5 446                 |
| NA1402 | South Thimphu Thromde Chang Darkarla Ge-nyen Maedwang | 8 124                 |

| Élection  | Circonscription | Circonscription | Circonscription | Circonscription | Circonscription | Circonscription |
| Élection  | NA1401          | NA1401          | NA1401          | NA1402          | NA1402          | NA1402          |
| Élection  | Parti           | Parti           | Député          | Parti           | Parti           | Député          |
| --------- | --------------- | --------------- | --------------- | --------------- | --------------- | --------------- |
| 2008      |                 | DPT             | Ugyen Tshering  |                 | DPT             | Yeshey Zimba    |
| 2013      |                 | DPT             | Kinga Tshering  |                 | DPT             | Yeshey Zimba    |
| 2018      |                 | DNT             | Dechen Wangmo   |                 | DNT             | Lotay Tshering  |
| 2023-2024 |                 | PDP             | Tshering        |                 | PDP             | Tshewang Rinzin |